# 버나드 보전켓

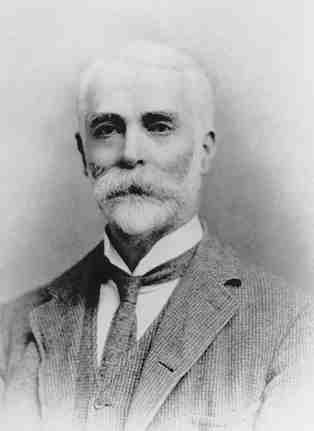

버나드 보전켓(1848년 6월 14일 – 1923년 2월 8일)은 영국 철학자이자 정치 이론가였으며 19세기 말과 20세기 초의 정치 및 사회 정책 문제에 영향을 미쳤다. 그의 작업은 많은 사상가, 특히 러셀, 듀이 및 제임스의 사상에 영향을 끼쳤으나, 나중에 그들의 비판을 받았다.

## 이상주의적 사회이론
게오르크 빌헬름 프리드리히 헤겔운 "유한한 자의 이상주의"에 대한 글을 썼다. 이러한 애매모한한 어귀가 "유한한 것은 사실이 아니다"라는 것을 내포한다고 이해 되었다. 보전켓은 헤겔을 이어 받아 '이상주의란 모든 유한한 존재가 반드시 그 자체를 초월하고 다른 존재로 향하며 결국에는 전체에 이른다'로 해석하였다.
유한한 개인과 전체 국가와의 관계는 보전켓의 <국가의 철학적 이론(1899)>에 나와 있다.

## 저서
- A History of Aesthetic
- Knowledge and Reality: A Criticism of Mr. F H Bradley's Principles of Logic (1885)
- Implication and Linear Inference : 코닐리어스 반틸은 보전켓의 이상주의와 기독교의 신론을 구별하고 있다. 보전켓은 현실(reality)가 영원한 새로움(eternal novelty)이라고 본다.[1]